# Црква Светог Николе у Мркоњићима
Црква Светог Николе у Мркоњићу је храм Српске православне цркве који припада Епархији захумско-херцеговачкој и приморској. Налази се у Мркоњићу, Требиње, Република Српска, Босна и Херцеговина. Поред цркве се налази гроб Анастасије, мајке Светог Василија Острошког. Црква је основана у 17. веку, а током времена је више пута обнављана.

## Галерија слика
- Црква Светог Николе, Мркоњићи (Попово поље)
- Црква Светог Николе, Мркоњићи (Попово поље)
- Црква Светог Николе, Мркоњићи (Попово поље)
- Црква Светог Николе, Мркоњићи (Попово поље)
- Црква Светог Николе, Мркоњићи (Попово поље)
- Црква Светог Николе, Мркоњићи (Попово поље)
- Гроб Анастасије, мајке Светог Василија Острошког